# 우주의 크리스마스
"우주의 크리스마스"는 2016년에 개봉한 대한민국의 영화이다.

## 캐스팅
- 김지수 : 성우주 (38세) 역
- 허이재 : 성우주 (26세) 역
- 심은진 : 박도연 역
- 윤소미 : 성우주 (19세) 역
- 장경업 : 채승현 역
- 박사랑 : 민지연 역
- 이설희 : 소정 역
- 김다예 : 상희 역
- 김선 : 소민영 / 이재훈 역
- 이해얼 : 이기홍 역
- 전성애 : 우주 엄마 역
- 손경원 : 우주 아빠 / 선배 (목소리) 역
- 이서준 : 미술관 남자직원 / 재훈 (목소리) 역
- 이황의 : 건물주인 역
- 하남우 : 은행직원 역
- 김용준 : 사제 역
- 김선희 : 큐레이터 / 라디오 DJ (목소리) 역
- 신정희 : 안내직원 역
- 최루미 : 은혜 역
- 이정호 : 버스 기사 역
- 김영표 : 택시 기사 역
- 이동건 : 응급실 운전자역